# Morituri (película de 1948)
Morituri es un largometraje alemán dirigido por Eugen York y rodado en el invierno de 1947/1948. En Austria, la película se proyectó con el título Freiwild(Presa fácil). Junto con Ehe im Schatten (1947), de Kurt Maetzig, y Lang ist der Weg (1948), de Herbert B. Fredersdorf, se considera uno de los primeros largometrajes alemanes que abordan el Holocausto.

## Argumento
Europa Oriental a finales de la Segunda Guerra Mundial: un médico polaco, cuya esposa fue asesinada por las SS, está de servicio en un campo de concentración nazi. Su trabajo consiste en determinar la aptitud de los prisioneros para el trabajo. Cuando los prisioneros tienen que presentarse de nuevo para pasar lista en el patio, examina las escuálidas figuras procedentes de todo el mundo y declara a varios de ellos no aptos para el trabajo. Pero este acto los convierte de facto en «morituri» y los prisioneros temen que les queda poco para ser gaseados. El médico decide entonces ayudar a los cinco prisioneros a escapar juntos.
El pequeño grupo consigue fugarse y llegan a una zona boscosa donde pueden esconderse. Allí, los harapientos y exhaustos prisioneros se encuentran con varias familias que también se han escondido para huir de los soldados alemanes. Ahí esperan la llegada de los liberadores del Ejército Rojo soviético. El frente se acerca poco a poco, pero la esperanza se alterna con el miedo a ser descubiertos y asesinados por las SS o los soldados de la Wehrmacht. Pronto empieza a escasear la comida. Más refugiados, entre ellos familias polacas que huyen de las SS y la Gestapo, se reúnen en el bosque. Algunos de ellos traen comida y alivian un poco la enorme tensión del momento.
Los rumores de que hay gente escondiéndose en el bosque llegan finalmente al bando alemán. Como consecuencia, las SS comienzan a peinar sistemáticamente el bosque. El médico, que acaba de volar un puente, intenta avisar a las personas que se ocultan y trata de ayudarles a encontrar una vía de escape. Al hacerlo, muere de un disparo. Cuando un soldado de la Wehrmacht cae en manos de judíos y polacos, éstos no saben qué hacer con él. Algunos quieren matarlo inmediatamente. Un antiguo abogado defensor judío forma un tribunal; suplica que se deje vivir al alemán porque no se sabe nada de su culpabilidad. Finalmente, uno de los antiguos prisioneros del campo de concentración le deja marchar.
Cuando averiguan que los alemanes van a inspeccionar el bosque a causa de un atentado a un tren, estalla la desesperación. Abren una caja de madera que han logrado arrebatar a los alemanes con la esperanza de encontrar comida, pero sólo encuentran licores. Enloquecidos, empiezan a bailar frenéticamente para disfrutar por última vez de la vida. Durante el baile se escucha el lema «morituri te salutant». De repente aparece el soldado alemán que, en agradecimiento a que le hayan dejado con vida y mientras huye de los rusos, les avisa de que el frente ha caído. Los morituri se salvan y avanzan en grupo hacia un futuro brillante.

## Producción y antecedentes
Morituri es una palabra latina que significa «los que van a morir» y recuerda a una frase que se atribuye a los gladiadores de la antigua Roma: Ave Caesar, morituri te salutant.
La historia de la película, que originalmente iba a llamarse Die Namenlosen (Los sin nombre), es tan intrincada como compleja. El productor Artur Brauner, que sobrevivió a la guerra en la clandestinidad, utilizó Morituri para lanzar su carrera como propietario de la productora CCC, fundada en el otoño de 1946. En el libro del escritor Curt Riess titulado Das gibt's nur einmal (Esto solo pasa una vez) se dice: «para poner en marcha esta película, Brauner tuvo que fundar una compañía cinematodráfica, la Central Cinema Company, y para ello necesitaba una licencia. Este acude a los norteamericanos y le dicen que no. Va a los ingleses, que no dicen ni que sí ni que no. Pasan los meses sin noticias. Entonces acude a los rusos que dicen que sí y que no. Por un lado es muy loable hacer una película así, pero también es muy peligroso. Brauner pregunta a los franceses; estos le piden el guion y lo mandan a París. [...] ¿Por qué se rechazó? ¿Cómo es posible que un hombre como Erich Pommer se opusiera a este proyecto cinematográfico? ¿Por qué los ingleses no se decidieron? ¿Por qué dudaron también los franceses aunque al final le concedieron la licencia? Incluso después de obtener la licencia, Brauner tuvo que hacer frente a numerosos problemas, sobre todo de carácter financiero y organizativo, pero también de abastecimiento de materiales en un país completamente devastado por la guerra. Como los gastos eran inmensos y la financiación no estaba asegurada, la realización de Morituri sólo pudo comenzar tras la producción y proyección en agosto de 1947 de una comedia irrelevante, Herzkönig, pero que proporcionó a Brauner el capital inicial necesario.
El rodaje se llevó a cabo de septiembre de 1947 a enero de 1948. Se estrenó el 28 de agosto de 1948, en el marco del Festival del Cine de Venecia. El estreno en Alemania tuvo lugar el 24 de septiembre de 1948 en Hamburgo. El 16 de noviembre de 1948 Morituri se proyectó por primera vez en Berlín. El 7 de abril de 1991 la película se emitió en el canal ZDF y, por tanto, fue la primera emisión en la televisión alemana.
Las tomas exteriores se rodaron cerca de la localidad de Schildorn, en la Marca de Brandeburgo, y las de estudio en el taller de la productora CCC de Berlín-Tempelhof. La película contiene rasgos autobiográficos del productor Brauner. Morituri se estrenó en Austria en 1949 con el título Freiwild.
Klaus Kinski, de 21 años, debutó en la pantalla con Morituri. Interpretaba a un prisionero holandés. Para el actor Josef Almas, que acababa de regresar de su exilio en Gran Bretaña, Morituri fue su canto del cisne en el cine. Interpretó al abogado judío, el doctor Simon.
El montador Walter Wischniewsky también ejerció de ayudante de dirección de Eugen York. Los decorados fueron diseñados por Hermann Warm y Bruno Monden se encargó de la escenografía. Hans Lehmann asumió la dirección de producción.
Si se observa el equipo que trabajó en la película, llama la atención que el productor Brauner, que más tarde declaró ex profeso en varias ocasiones que nunca había querido trabajar con los cineastas Wolfgang Staudte y Hildegard Knef debido a su actitud en el Tercer Reich, había contratado para esta película a un número considerable de cineastas que habían sido leales al régimen nazi. El director York comenzó su carrera en 1938 con el cortometraje documental de propaganda Wort und Tat. Fue responsable de una serie de largometrajes de propaganda conocidos como Liese-und-Miese, que se emitían para el noticiero Deutsche Wochenschau en 1943. Wischniewsky editó, entre otros, los filmes propagandísticos Die Rothschilds, Der 5. Juni y Junge Adler. Hasta 1945 el cámara Werner Krien fue el responsable de la fotografía de las películas Über alles in der Welt y de ... reitet für Deutschland, que contenían ideología nazi; Wolfgang Zeller fue el compositor de las bandas sonoras de numerosas producciones de aquella época, entre ellas, Der Herrscher, Menschen im Sturm y, sobre todo, Jud Süß. En el reparto figuran también varios actores y actrices que aparecieron en varias películas de propaganda nacionalsocialista.
La película fue un gran fracaso de taquilla, probablemente porque mostraba acontecimientos demasiado recientes. También se acusó al productor Brauner y al director York de «denigrar lo propio». En la obra ya mencionada Das gibt's nur einmal, del escritor Riess, este dejó por escrito lo siguiente acerca de este asunto: «Morituri nunca se proyecta en el sector soviético de Berlín ni en la zona oriental. Tampoco es fácil conseguir que la película se proyecte en Occidente. No hay ni una sola sala de estreno para ella en Berlín. Los directores de cine estaban convencidos de que "algo así" no podía convertirse en un negocio. [...] No, no es negocio. La gente ya no quiere ver "cosas así", o quizá todavía no. Pese a todo, el director York recibió muchas cartas de aprobación entusiasta, pero las cartas amenazantes son abrumadoras. De la mayoría de ellas se desprende claramente que sus autores no habían entendido en absoluto lo que la película pretendía conseguir. Creen que la película es antialemana. [...] En algunos cines, la película fue cancelada después de la primera proyección porque se vandalizaban las salas de teatro. El público, indignado, destrozaba las butacas. Artur Brauner perdió todo lo que le quedaba con esta película. Sin embargo, no se arrepintió ni por un momento de haberla hecho ni lo haría después».

## Crítica
En la enciclopedia Das grosse Personenlexikon des Films del historiador del arte, de Kay Weniger, puede leerse sobre la biografía de York: «En el otoño de 1947 Eugen York volvió a trabajar. El productor berlinés Artur Brauner le contrató para dirigir la dramática historia de una fuga masiva de prisioneros de un campo de concentración. Morituri, el título de esta película, se convirtió en la obra cinematográfica más comprometida y destacada de York». Los complejos antecedentes de la película se tratan en el artículo sobre Artur Brauner: «El drama Morituri, que narra la fuga de un campo de concentración, se creó en el invierno de 1947 a 1948, en condiciones muy difíciles. Es la segunda obra de Brauner y la más comprometida, con la que trató de superar sus propias vivencias de persecución y de vida en la clandestinidad».
En su libro Unsterblicher Film, el escritor británico Henrich Fraenkel definió Morituri como «una obra que aboga por la humanidad y el entendimiento internacional».
En el diccionario de cine Lexikon des internationalen Films puede leerse lo siguiente: «La película, que recuerda en parte a la novela La séptima cruz de Anna Seghers, y que incorpora las experiencias propias del productor Artur Brauner, es su segundo largometraje, producido por la empresa que fundó en Berlín en otoño de 1946». La versión en línea describe la película como una especie de «documental», «bien interpretada» y «brillantemente fotografiada». Se trata de una «destacada producción alemana de los primeros años de la posguerra».

## Reparto
- Walter Richter: Doctor Leon Bronek
- Winnie Markus: Maria Bronek
- Lotte Koch: Lydia, la polaca
- Hilde Körber: la loca
- Catja Görna: Stascha Sokol
- Josef Sieber: Eddy, el apátrida
- Carl-Heinz Schroth: Armand
- Siegmar Schneider: Gerhard Tenborg
- Peter Marx: Pjotr, el ruso
- Alfred Cogho: Roy, el canadiense
- Josef Almas: el abogado doctor Simon
- Ellinor Saul: Lucie, su hija
- Ursula Bergmann: Ruth, su hija
- Willy Prager: padre de Simon
- Annemarie Hase: madre de Simon
- Karl Vibach: Georg, soldado alemán
- Bob Kleinmann: Janek, 12 años
- Michael Günther: Wladek, 16 años
- Erich Dunskus: Sokol, agricultor polaco
- David Minster: inválido
- Franja Kamienietzka: Señora Steppan
- Klaus Kinski: el preso holandés
- Gabriele Hessmann: la embarazada